# Зог I
Зог I или Ахмет Бей Зогу (на албански: Ahmet Bej Zogu) е албански политик – президент и първи крал на Албания, управлявал страната от 1928 до 1939 година.

## Биография
Роден е в крепостта Бургает (днес село Бургает, близо до град Бурел) в Албания на 8 октомври 1895 г. в семейството на Джемал Паша Зогу и Садие Топтани. Първоначалната му фамилия „Зоголи“ означава сокол на някои славянски езици, а „зог“ означава птица на албански.
Оглавява гегски клан в област Мат в Северна Албания. През Първата световна война през Албания преминават войски от различни държави. Страната официално обявява неутралитет, но Зогу взема страната на Австро-Унгария.
Зогу заема министерски служби в албанското правителство от 1920 година. Получава най-голяма подкрепа от бейовете-земевладелци на юг и от байрактарите (племенни вождове) на север. Става лидер на реформистката Народна партия и министър-председател на републиканското правителство през 1922 година до юни 1924 година. През декември 1924 година сваля демократичното правителство на Фан Ноли и установява еднолична военна диктатура: отначало е президент на Републиката, а през 1928 г. се провъзгласява за крал.
Прострелян е и е ранен в парламента през 1923 г. Основният му противник е получилият образованието си в САЩ епископ Фан Ноли, лидер на либералната опозиция. Подчинява Албания на интересите на Фашистка Италия. Избягва в чужбина през 1939 година.
Крал Зогу умира на 9 април 1961 година.